# Haggs Castle
Haggs Castle ist ein Tower House im Stadtteil Pollokshields der schottischen Stadt Glasgow. Das reich verzierte Gebäude aus dem 16. Jahrhundert wurde im 19. Jahrhundert restauriert und dient heute wieder als Wohnhaus.

## Geschichte
Der behauene Stein über der Tür lässt erkennen, dass Haggs Castle 1585 für Sir John Maxwell aus Pollok und seine Gattin Margaret, geb. Conyngham (Cunningham), erbaut wurde. Es sollte Maxwells früheres Haus, Laigh Castle, ein Gebäude aus dem 14. Jahrhundert, das westlich des Tower House stand. Eigentlich wurde Haggs Castle als Maxwells Hauptsitz errichtet, aber es wurde später als Witwenhaus genutzt. Dort lebte die Witwe des Herrn. Die Maxwells, eine Kovenanter-Familie wurden wegen ihrer nonkonformistischen Handlungen bestraft, aber der Regierungswechsel nach der Glorious Revolution 1688 sorgte dafür, dass sie die Strafe nicht zahlen mussten. 1753 wurde Haggs Castle wiederum als Hauptsitz der Familie und Wohnhaus durch Pollock House ersetzt und aufgegeben.
Das Erdgeschoss der Burg diente später als Schmiede. In den 1850er-Jahren wurden die Reste des Gebäudes gesichert und in den 1860er-Jahren für Maxwells Hausverwalter restauriert. Weitere Restaurierungen ließ Sir John Stirling-Maxwell, 10. Baronet, 1899–1900 durchführen. Die Architekten McGibbon and Ross legten einen Plan für die Renovierung vor, der aber nicht realisiert wurde.
1943 wurde die Burg vom Militär requiriert und später in Wohnungen aufgeteilt. 1972 kaufte die Glasgow Corporation Haggs Castle und brachte dort das Museum of Childhood unter. Als dieses Museum 1998 geschlossen wurde, wurde Haggs Castle wieder zu einem privaten Wohnhaus.

## Architektur
Haggs Castle ist ein verändertes Tower House mit L-förmigem Grundriss und hat vier Stockwerke. Der Hauptblock bedeckt eine Fläche von etwa 17 Meter × 7,2 Meter. Das Erdgeschoss mit Gewölbedecke enthielt zwei Kammern und eine Küche mit großer Feuerstelle. Die Haupttreppe führte zum ersten Obergeschoss, wo sich ein Privatzimmer hinter dem großen Rittersaal befand. Kleinere Treppen mit Konsolen führten zu den oberen Stockwerken. Ganz oben, über dem Treppenhaus, befand sich ein Caphouse mit quadratischem Grundriss. Quadratische und runde Schießscharten waren um den Turm herum angebracht. Das bemerkenswerteste Detail ist die in Stein gehauene Verzierung mit Seilbändern, behauenen Konsolen und Steinmetzarbeiten über der Tür.
Im 19. Jahrhundert wurden die oberen Teile des Gebäudes mit größeren Dachgauben versehen. Auch die anderen Fenster wurden vergrößert und der Treppenflügel umgebaut. Offenbar wurden der neuen Eingang und die Treppe im Süden angeschlossen und ein neuer Flügel im Norden.
Historic Scotland hat Haggs Castle als historisches Bauwerk der Kategorie B gelistet.